# Stercorarius antarcticus
Stercorarius antarcticus е вид голяма морска птица от семейство Морелетникови (Stercorariidae).

## Разпространение
Видът се размножава в субантарктическата и антарктическата зона, а през останалото време се придвижва по на север.

## Описание
Това е голяма птица с черен гръб, достигаща на дължина до 52 – 64 см. Има размах на крилата около 126 – 160 см и има телесна маса около 1,2 – 2,18 кг.